# Ryūtarō Nagai
Ryūtarō Nagai (永井 柳太郎 Nagai Ryūtarō ?,  16 de abril de 1881 – 4 de diciembre de 1944) fue un político japonés. Fue diputado en la Cámara de Representantes de Japón y ministro en la década de 1930. Al principio de su carrera política destacó como un gran defensor del sufragio universal, del bienestar social, de los sindicatos, de los derechos de las mujeres y del panasiatismo. Además admiraba el socialismo.
Convertido al cristianismo, fue uno de los precursores del panasiatismo en Japón al alertar contra lo que él llamaba el «peligro blanco».

Si una raza se arroga el derecho de apropiarse de toda la riqueza, ¿por qué todas las demás razas no deberían sentirse maltratadas y protestar? Si las razas amarillas son oprimidas por las razas blancas, y no tienen más remedio que sublevarse para evitar la congestión y mantener su existencia, ¿de quién es la culpa sino del opresor?

Nagai fallece en 1944, a poco del primer raid aéreo a Tokio.